# Liaoningvenator
Liaoningvenator („lovec z Liao-ningu“) byl rod malého opeřeného teropodního dinosaura, žijícího v období spodní křídy (geol. stupeň hoteriv, asi před 130 miliony let) na území dnešní čínské provincie Liao-ning u města Beipiao (souvrství Yixian). 

## Historie
Tento dravý troodontid byl vědecky popsán mezinárodním týmem vědců v roce 2017, jedním z nich byl i slovenský paleontolog Martin Kundrát. Druhové jméno je poctou kanadskému paleontologovi Philipu J. Curriemu). Fosilní exemplář byl objeven jako téměř kompletní kostra dochovaná v neobvyklém trojrozměrném stavu.

## Klasifikace
Liaoningvenator byl blízce příbuzný například rodům Jinfengopteryx, Philovenator nebo Tamarro.